# Cayo Catalanes
Cayo Catalanes är en ö i Kuba.   Den ligger i provinsen Provincia de Pinar del Río, i den västra delen av landet, 110 km väster om huvudstaden Havanna. Arean är 0,14 kvadratkilometer.
Terrängen på Cayo Catalanes är mycket platt. Öns högsta punkt är 10 meter över havet. Omgivningarna runt Cayo Catalanes är en mosaik av jordbruksmark och naturlig växtlighet.